# Shadow Dancing
Shadow Dancing è il secondo album del cantautore britannico Andy Gibb, pubblicato dall'etichetta discografica RSO nel giugno 1978.
Il disco è prodotto dal trio Gibb-Galuten-Richardson. L'interprete firma interamente 6 brani e partecipa alla stesura di altri 2 dei 4 rimanenti.
L'album è anticipato dal singolo omonimo, cui fanno seguito An Everlasting Love, (Our Love) Don't Throw It All Away e Why.

## Tracce

### Lato A
1. Shadow Dancing
2. Why
3. Fool for a Night
4. An Everlasting Love
5. (Our Love) Don't Throw It All Away

### Lato B
1. One More Look at the Night
2. Melody
3. I Go for You
4. Good Feeling
5. Waiting for You